# Theridion lanceatum
Theridion lanceatum är en spindelart som beskrevs av Zhang och Zhu 2007. Theridion lanceatum ingår i släktet Theridion och familjen klotspindlar. Inga underarter finns listade i Catalogue of Life.